# Mollā Jonūd
Mollā Jonūd (persiska: ملّاجنود) är en ort i Iran.   Den ligger i provinsen Västazarbaijan, i den nordvästra delen av landet, 600 km nordväst om huvudstaden Teheran. Mollā Jonūd ligger 1 195 meter över havet och antalet invånare är 777.
Terrängen runt Mollā Jonūd är kuperad söderut, men norrut är den platt.Runt Mollā Jonūd är det ganska tätbefolkat, med 75 invånare per kvadratkilometer. Närmaste större samhälle är Khvoy, 17,8 km norr om Mollā Jonūd. Trakten runt Mollā Jonūd består i huvudsak av gräsmarker.